# Carbellino
Carbellino là một đô thị trong tỉnh Zamora, Castile và León, Tây Ban Nha. Theo điều tra dân số 2004 (INE), đô thị này có dân số là 249 người.
Đô thị này nằm ở độ cao 767 m trên mực nước biển, có diện tích 33 km² và cách tỉnh lỵ 49 km. Mã số bưu chính là 49211.